# 煎本増夫
煎本 増夫（いりもと ますお、1930年 - ）は、日本史学者。

## 人物・来歴
神戸市生まれ。1960年明治大学大学院修士課程修了。神奈川県立横浜平沼高等学校教諭、明治大学・國學院大學講師を務め、相武歴史研究会代表。

## 著書
- 『幕藩体制成立史の研究』雄山閣出版, 1979.12
- 『島原の乱』(教育社歴史新書 1980.4
- 『江戸幕府と譜代藩』雄山閣出版, 1996.3
- 『戦国時代の徳川氏』新人物往来社, 1998.10
- 『徳川三代と幕府成立』新人物往来社, 2000.2
- 『五人組と近世村落 連帯責任制の歴史』雄山閣, 2009.8
- 『島原・天草の乱 信仰に生きたキリシタンの戦い』新人物往来社, 2010.1
- 『徳川家康家臣団の事典』東京堂出版, 2015.1
- 『いま、天皇を考える 再び戦争を起こさないために』同時代社, 2017.7

共著
- 『史料が語る江戸時代の飢饉 公助・共助・自助の実態』有史会共著. 有史会, 2016.3